# Porto Seco de Naviraí
O Porto Seco de Naviraí será um modal de porto seco que será implantado em Naviraí, no interior de Mato Grosso do Sul, sendo destinado à armazenagem e à inspeção de cargas.
O porto seco será equipado com:
- Portaria eletrônica ligada diretamente ao sistema operacional da Receita Federal, que possui escritório nas instalações;
- Balança eletrônica para caminhões e balanças de alta precisão para produtos de maior valor agregado;
- Empilhadeiras modernas e seguras para movimentação e armazenagem;